# Partido judicial de Noya
El partido judicial de Noya es uno de los 45 partidos judiciales en los que se divide la comunidad autónoma de Galicia, siendo el partido judicial n.º 5 de la provincia de La Coruña de los 14 partidos judiciales de dicha provincia.
Comprende las localidades de:
- Lousame;
- Noya (cabeza del partido);
- Puerto del Son.